# Puerta de Canoa
Puerta de Canoa är en ort i Mexiko.   Den ligger i kommunen Mazatlán och delstaten Sinaloa, i den centrala delen av landet, 900 km nordväst om huvudstaden Mexico City. Puerta de Canoa ligger 92 meter över havet och antalet invånare är 345.
Terrängen runt Puerta de Canoa är huvudsakligen platt, men norrut är den kuperad. Runt Puerta de Canoa är det ganska tätbefolkat, med 139 invånare per kvadratkilometer. Närmaste större samhälle är Mazatlán, 14,3 km söder om Puerta de Canoa. Omgivningarna runt Puerta de Canoa är en mosaik av jordbruksmark och naturlig växtlighet.